# Anna Colonna
Anna Colonna (1601-1658), princesse de Palestrina, est une aristocrate italienne, membre des familles Colonna et Barberini.

## Biographie
Anna Colonna, née en 1601, est la fille de Filippo Ier Colonna, prince de Paliano, et de Lucrezia Tomacelli-Cybo.
Le 14 octobre 1627, à vingt-six ans, elle épouse Taddeo Barberini, fils de Carlo Barberini et de Costanza Magalotti, de deux ans son cadet. Le mariage est célébré au palais des papes de Castel Gandolfo par l'oncle du marié, le pape Urbain VIII. Un blason fusionnant les abeilles héraldiques des Barberini avec la colonne des Colonna est sculpté au palais pour commémorer l'union. Sa dot substantielle comprend la commune de Palestrina, qui devient la principauté héréditaire des Barberini.
Le couple a cinq enfants :
- Lucrezia Barberini (1628-1699), duchesse de Modène ;
- Camilla Barberini (1629-1631), décédée en bas âge ;
- Carlo Barberini (1630-1704), cardinal ;
- Maffeo Barberini (1631-1685), prince de Palestrina ;
- Nicolas Maria Barberini (1635-1699).

En tant qu'épouse du chef de la famille du pape, Anna Colonna devient l'une des femmes les plus puissantes des États pontificaux. Cela se reflète dans la richesse personnelle qu'elle et Taddeo Barberini amassent pendant le règne d'Urbain VIII. Son statut est également apparent par la manière dont elle est traitée par ses pairs. En 1634, lorsque la foule se masse pour un tournoi sur la Piazza Navona en l'honneur de la visite du prince de Pologne Alexandre-Charles Vasa, sa place est décrite dans les termes suivants : « D'un côté se trouvait un troisième rang pour les dames les plus nobles ; et ici, occupant le poste d'honneur, se trouvait la loge de Donna Anna Colonna et de Donna Costanza Barberini. » Anne Colonna distribue des diamants et d'autres prix aux gagnants du tournoi
Le botaniste Giovanni Baptista Ferrari passe beaucoup de temps à travailler dans les jardins créés par son beau-frère, le cardinal Francesco Barberini. La deuxième édition de son ouvrage de référence, De Florum Cultura, lui est dédiée en 1638. Anna Colonna est également la mécène de l'artiste Giovanna Garzoni.
Après la mort du pape Urbain VIII, le pape nouvellement élu Innocent X lance une enquête sur la gestion des fonds par les Barberini pendant les guerres de Castro. Taddeo Barberini et ses frères les cardinaux Francesco et Antonio Barberini s'exilent à Paris avec le soutien du cardinal Jules Mazarin. Mazarin est l'oncle de Marie Mancini, qui est l'épouse du neveu d'Anna, Lorenzo Onofrio Colonna et la confidente de son frère, le cardinal Girolamo Colonna.
En 1646, Anna Colonna rejoint son mari et ses enfants à Paris, mais pas avant d'avoir lancé en personne un appel passionné au pape, l'exhortant à ne pas dépouiller les Barberini de leurs biens. Le pape accepte et, bien qu'il ordonne le règlement de certaines dettes sur la succession, les laisse tranquilles.
À Paris, Anna Colonna développe une étroite amitié avec Anne d'Autriche, régente de France. À la mort de Taddeo Barberini en 1647, la reine l'exhorte à rester en France mais elle choisit de retourner à Rome.
En 1653, avec l'aide d'Olimpia Maidalchini, qui tenait à s'attirer les faveurs de ses beaux-frères cardinaux, elle arrange le mariage de son fils Maffeo, âgé de vingt-deux ans, avec la petite-fille d'Olimpia Maidalchini et la petite-nièce d'Innocent X, Olimpia Giustiniani, âgée de douze ans. Le mariage résout de nombreux problèmes à la fois, en réconciliant les familles Barberini et Pamphili, en permettant aux Barberini de retourner à Rome et en assurant la continuité de leur lignée.
Anna Colonna projette également de construire un couvent et une chapelle en l'honneur de la Vierge Marie. Pour financer le projet, elle fait appel à son fils aîné, le cardinal Carlo Barberini, pour accéder à une partie de sa dot. Cependant, son fils décline et elle est obligée de chercher des fonds auprès de son frère, Girolamo.
Anna Colonna meurt en 1658 et est enterrée dans le parc du couvent.